# Agamemnons Tod

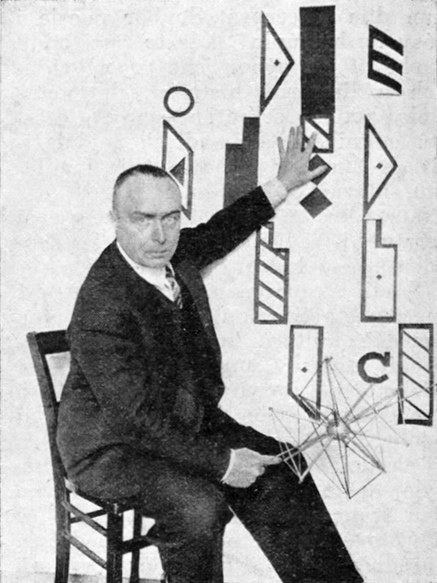
Rudolf von Laban, vor 1929

Agamemnons Tod ist ein Ballett in vier Akten, das 1924 von Rudolf von Laban  neuinszeniert wurde und auf dem Libretto des 1772 in Wien entstandenen Werks Der gerächte Agamemnon von Jean-Georges Noverre basiert. Konzipiert ist es als Tanzspiel mit Bewegungschor, die Musik besteht aus Trommelrhythmen. Die Uraufführung fand am 24. Juni 1924 durch die Tanzbühne Laban in Sagebiels Etablissement an der Drehbahn in Hamburg statt.
Noverres Inszenierung, die als Reform des klassischen Balletts beschrieben wurde, bot eine pantomimische Interpretation des Tragödienstoffs der Orestie und sah in den äußeren Vorgängen des Dramas den Rahmen für die Darstellung eines inneren Geschehens, also eine Art Leitfaden. Diese Grundlage griff Laban auf, doch strebte er die rein tänzerische Darstellung an, in der der Mythos in räumliche Spannung umgesetzt wurde. Bekannte Tänzerin in dieser Inszenierung war Hertha Feist.
Neben zahlreichen Bühnenbearbeitungen der Orestie-Tragödie nach Aischylos gelangten folgende Choreographien zu einiger Bekanntheit:
- Jean-Georges Noverre: Der gerächte Agamemnon, mit der Musik von Franz Aspelmayr, Wien 1772
- Francesco Clerico: Il ritorno d’Agamennone, Florenz, 1821
- Martha Graham: Clytemnestra, mit der Musik von Halim El-Dabh, 1958.